# Atheta cristakenyensis
Atheta cristakenyensis – gatunek chrząszcza z rodziny kusakowatych i podrodziny rydzenic.
Gatunek ten opisał po raz pierwszy w 2012 roku Roberto Pace. Jako lokalizację typową wskazano okolice stacji meteorologicznej na górze Kenia w Kenii. Epitet gatunkowy nawiązuje do miejsca typowego i dużej crista apicalis w edeagusie.
Chrząszcz o błyszczącym, wydłużonym w zarysie ciele długości 2,4 mm. Czarniawobrązowa, wyraźnie siateczkowana, drobno, gęsto i powierzchownie ziarenkowana głowa ma skronie dłuższe niż oczy. Czułki mają człon pierwszy brązowy, człon drugi krótszy od poprzedniego i również brązowy, człon trzeci krótszy niż poprzedni i czarny, a człony od czwartego do dziesiątego czarne i szersze niż dłuższe. Brązowe przedplecze ma bardzo płytko siateczkowaną, drobno, gęsto i powierzchownie ziarenkowaną, zaopatrzoną w słabo widoczną bruzdę środkową powierzchnię. Pokrywy są brązowe, wyraźnie siateczkowane, gęsto i wyraźnie ziarenkowane. Barwa odnóży jest żółtawoczerwona. Brązowy odwłok ma mocne, nieregularnie wielokątne siateczkowaniae oraz gęste i wyraźne ziarenkowanie. Genitalia samca mają edeagus podobny do tego u A. nairobiensis, ale zaopatrzony w silnie rozwiniętą crista apicalis i o mniej wąskim w widoku brzusznym wierzchołku.
Owad afrotropikalny, znany wyłącznie z góry Kenia w Kenii. Odnaleziony w ściółce pod zastrzalinami.